# Счастливое (Херсонский район)
Счастливое (укр. Щасливе) — посёлок в Юбилейной сельской общине Херсонского района Херсонской области Украины.
Почтовый индекс — 75123. Телефонный код — 5542. Код КОАТУУ — 6525085601.

## Население
Население по переписи 2001 года составляло 1367 человек.

### Языковой состав
Родной язык населения по данным переписи 2001 года:
| Язык       | Численность, чел. | Доля     |
| ---------- | ----------------- | -------- |
| Украинский | 1 048             | 76,66 %  |
| Русский    | 307               | 22,46 %  |
| Другое     | 12                | 0,88 %   |
| Итого      | 1 367             | 100,00 % |

## Местный совет
75123, Херсонская обл., Алёшковский р-н, пос. Счастливое, ул. Ленина, 15